# Wide Area Augmentation System
WAAS (Wide Area Augmentation System) je družicový systém, který doplňuje a vylepšuje vlastnosti GPS v Americe. Jeho hlavní přínosy jsou přesnější určení polohy a včasné varování pro případ poruchy některé družice GPS.
Obdobou tohoto systému je v Evropě systém EGNOS a v Japonsku MSAS.

## Princip
Systém se skládá z pozemního a kosmického segmentu. Základem jsou pevné pozemní stanice, které znají přesně svou polohu. Tyto stanice, rozmístěné na území USA a Kanady přijímají signál družic GPS, a určují rozdíl mezi svou polohou a polohou, určenou pomocí GPS. Naměřené rozdíly odesílají třem centrálním stanicím systému. Centrální stanice vygenerují zprávy s korekcemi, které odešlou na družice systémy WAAS. Družice pak distribuují údaje o korekcích uživatelům.